# CILFIT-arrest
Het arrest CILFIT is een belangrijke uitspraak van het Europees Hof van Justitie van 6 oktober 1982 (zaak C-283/81), inzake de verplichting tot het stellen van een prejudiciële vraag door een nationale rechter.

## Casus en procesgang
Het geschil betreft de betaling van een vast recht voor sanitaire keuring van uit derde landen in Italië ingevoerde wol, door CILFIT en 54 andere vennootschappen. Zij wensen restitutie. Nadat hun vordering in twee instanties is afgewezen, gaan de betrokken vennootschappen in cassatie. Het Corte Suprema di Cassazione heeft het Hof van Justitie verzocht om een prejudiciële beslissing.

2. (...) Bedoelde vennootschappen beriepen zich op verordening nr. 827/68 van 28 juni 1968 houdende een gemeenschappelijke ordening der markten voor bepaalde in bijlage II van het Verdrag vermelde produkten (PB L 151 van 1968, blz. 16).
Ingevolge artikel 2, lid 2, van deze verordening is het de Lid-Staten verboden, heffingen van gelijke werking als douanerechten toe te passen op de „produkten van dierlijke oorsprong", niet elders genoemd, van post 05.15 van het gemeenschappelijk douanetarief.
Het Ministerie van Volksgezondheid bracht hiertegen in, dat wol niet in bijlage II van het Verdrag is vermeld en derhalve niet onder een gemeenschappelijke marktordening valt.
3. Het Ministerie van Volksgezondheid leidt hieruit af, dat de oplossing van de vraag betreffende de uitlegging van de handeling der gemeenschapsinstellingen zo evident is, dat van mogelijke twijfel omtrent de uitlegging geen sprake kan zijn en dat derhalve een prejudiciële verwijzing naar het Hof van Justitie niet vereist is.
Hiertegenover stellen de betrokken vennootschappen, dat nu een vraag betreffende de uitlegging van een verordening is opgeworpen voor de Corte Suprema di Cassazione – een rechterlijke instantie waarvan de beslissingen volgens het nationale recht niet vatbaar zijn voor hoger beroep –, deze zich ingevolge de derde alinea van artikel 177 EEG-Verdrag niet mag onttrekken aan de verplichting zich tot het Hof van Justitie te wenden.

## Rechtsvraag
Zijn er grenzen aan de verplichting van artikel 177, derde alinea, EEG-Verdrag om het Hof een prejudiciële vraag te stellen?

## Uitspraak Hof

### Dictum
Artikel 177, derde alinea, EEG-Verdrag moet aldus worden uitgelegd, dat een rechterlijke instantie waarvan de beslissingen volgens het nationale recht niet vatbaar zijn voor hoger beroep, gehouden is een vraag van gemeenschapsrecht die voor haar rijst, te verwijzen,
- tenzij zij heeft vastgesteld dat de opgeworpen vraag niet relevant is
- of dat de betrokken gemeenschapsbepaling reeds door het Hof is uitgelegd
- of dat de juiste toepassing van het gemeenschapsrecht zo evident is, dat redelijkerwijze geen ruimte voor twijfel kan bestaan.

Bij de vraag of zich een dergelijk geval voordoet, moet rekening worden gehouden met
- de eigen kenmerken van het gemeenschapsrecht,
- de bijzondere moeilijkheden bij de uitlegging ervan
- en het gevaar van uiteenlopende rechtspraak binnen de Gemeenschap.

### Uitlegging van gemeenschapsrecht
Omtrent uitlegging van gemeenschapsrecht overweegt het Hof:

18. Vooreerst moet in aanmerking worden genomen, dat de teksten van gemeenschapsrecht in verscheidene talen zijn opgesteld en dat de verschillende taalversies gelijkelijk authentiek zijn; de uitlegging van een bepaling van gemeenschapsrecht vereist dan ook een vergelijking van de verschillende taalversies.
19. Voorts zij opgemerkt dat, zelfs wanneer de taalversies volledig overeenstemmen, het gemeenschapsrecht een eigen terminologie bezigt. Bovendien hebben de rechtsbegrippen in het gemeenschapsrecht niet noodzakelijkerwijs dezelfde inhoud als in de verschillende nationale rechtsstelsels.
20. Ten slotte moet elke bepaling van gemeenschapsrecht in haar context worden geplaatst en worden uitgelegd in het licht van dit recht in zijn geheel, zijn doelstellingen en zijn ontwikkelingsstand op het ogenblik waarop de betrokken bepaling moet worden toegepast.

## Afgeleide rechtspraak
In het arrest d.d. 28 juli 2016, C-379/15 (Association France Nature Environnement) oordeelde het Europees Hof van Justitie dat de nationale rechterlijke instantie in laatste instantie zich bij twijfel over de juiste uitleg of juiste toepassing van het EU-recht voor een prejudiciële beslissing tot het Hof moet wenden tenzij — kort gezegd — aan een CILFIT-uitzonderingsgrond is voldaan, hetgeen de rechterlijke instantie bovendien uitvoerig moet aantonen.
Ook in het arrest d.d. 6 oktober 2021, C-561/19 (Consorzio) oordeelde het Hof dat artikel 267 VWEU aldus moet worden uitgelegd dat een nationale rechterlijke instantie waarvan de beslissingen volgens het nationale recht niet vatbaar zijn voor hoger beroep, moet voldoen aan haar verplichting om een voor haar opgeworpen vraag over de uitlegging van het Unierecht aan het Hof voor te leggen, tenzij deze rechterlijke instantie vaststelt dat deze vraag niet relevant is, dat de betrokken bepaling van het Unierecht reeds door het Hof is uitgelegd, of dat de juiste uitlegging van het Unierecht zo evident is dat redelijkerwijs geen ruimte voor twijfel kan bestaan.
Het Europees Hof voor de Rechten van de Mens — expliciet of impliciet verwijzend naar de CILFIT-criteria — merkt een schending van artikel 267 VWEU aan als een schending van artikel 6 EVRM,
- in het arrest d.d. 16 april 2019, 55092/16 (Baltic Master Ltd), omdat ‘it is not clear from the reasoning of the Supreme Administrative Court on what specific legal grounds that court considered the application of the EU law to be so obvious that no doubts could arise’.[5]

- in het arrest d.d. 14 maart 2023, 57378/18 (Georgiou t. Griekenland), omdat ‘it cannot be established from the content and reasoning (…) whether the question was considered irrelevant, whether it was viewed as relating to a provision that was clear or had already been interpreted by the CJEU, or whether it was simply ignored’.[6]